# Robert Kübel
Robert Benjamin Kübel, född den 12 februari 1838 i Kirchheim unter Teck, död den 4 december 1894, var en tysk evangelisk-luthersk teolog. 
Kübel, som blev professor i dogmatik och etik i Tübingen 1879, torde kunna betecknas som den siste akademiske representanten i Tyskland för den från Beck och ytterst från Bengel och den schwabiska pietismen utgångna så kallade bibliska realismen. Även i praktiskt kyrkligt hänseende, i sin med pietetsfullt fasthållande vid den kyrkliga ordningen förenade kritiska ställning till statskyrkoformen och folkkyrkoidealet liksom till många yttringar av det moderna religiösa livet över huvud, sin sympati för bildandet av "småkyrkor inom kyrkan" och så vidare fullföljde han Becks traditioner. 
Hans viktigaste arbeten är Christliches Lehrsystem nach der heiligen Schrift dargestellt (1873), Über den Unterschied der positiven und der liberalen Richtung in der modernen Theologie (1881), Exegetisch-homiletisches Handbuch zum Evangelium des Matthäus (1889), Die Offenbarung Johannis für bibelforschende Christen (1893) och Christliche Ethik (postum; 1899). Sina kyrkliga åskådningar och önskemål framlade Kübel i den anonymt utgivna skriften Christliche Bedenken über modern-christliches Wesen von einem Sorgvollen (1888; "Hvarthän går strömmen? Kristliga betänkanden angående modernt kristligt väsende af en bekymrad", 1904). I svensk översättning föreligger vidare, jämte ett par smärre skrifter, "Grunddragen af pastoralteologien" (1876) och "Bibelkännedom" (Nya testamentet 1895, Gamla testamentet 1896).